# 沫阳镇
沫阳镇，是中华人民共和国贵州省黔南布依族苗族自治州罗甸县下辖的一个乡镇级行政单位。
2014年2月14日，贵州省人民政府批复同意罗甸县行政区划调整，新设置的沫阳镇辖原沫阳镇、董当乡、董架乡、平岩乡，镇人民政府驻罗沟村。

## 行政区划
沫阳镇下辖以下地区：
大桥社区、罗沟村、柏林村、沫阳村、纳括村、江亭村、访里村、林勤村、翁保村、里落村、纳翁村、里改村、里怀村、董旺村、先丰村、跃进村、梅坡村、红星村、罗牙村、坡木村、勇进村、拉良村、高峰村、大井村、董架村、田坝村、甲哨村、联合村、东跃村、麻怀村、白龙村、董细村、民进村、平岩村、弯新村、火龙村、高兰村、下朝村、联丰村、独坡村和安阳村。